# آيت عيسى آيت بوبكر أو سعيد (الخزازنة آيت عيسى)
آيت عيسى آيت بوبكر أو سعيد هو دُوَّار يقع بجماعة سيدي عبد الرزاق، إقليم الخميسات، جهة الرباط سلا القنيطرة في المملكة المغربية. ينتمي الدوّار لمشيخة الخزازنة آيت عيسى التي تضم 6 دواوير. يقدر عدد سكانه بـ 628 نسمة حسب الإحصاء الرسمي للسكان والسكنى لسنة 2004.

## وصلات خارجية
- البوابة الوطنية للجماعات الترابية
- المندوبية السامية للتخطيط